# Ephippiandra madagascariensis
Ephippiandra madagascariensis är en tvåhjärtbladig växtart som först beskrevs av Paul Auguste Danguy, och fick sitt nu gällande namn av D.H. Lorence. Ephippiandra madagascariensis ingår i släktet Ephippiandra och familjen Monimiaceae. Inga underarter finns listade i Catalogue of Life.